# Lamaha Street
Lahama Street est une voie de Georgetown.

## Situation et accès
Lamaha Street est jointe par Main Street et Thomas Street.

## Bâtiments remarquables et lieux de mémoire

### Pavillon
Un pavillon chinois y est construit par China Trading en 2023. L'ambassadeur de Chine au Guyana, Guo Haiyan, déclare lors de l’inauguration que le pavillon commémore le 50e anniversaire des relations diplomatiques entre le Guyana et la Chine.

### Célébrités
Martin Carter y élit domicile jusqu’à la fin de sa vie. 

## Dans la littérature
- (en) Sharon Maas, The Girl from Lamaha Street : A Guyanese girl at a 1960s English boarding school and her search for belonging, Thread, 2022, 286 p. (ISBN 9781800197251)